# Monique Chiron
Monique Chiron (1937) è una modella francese, vincitrice del titolo di Miss Poitou 1958 e Miss Francia 1959.
Ex parrucchiera e maggiore di sette figli, Monique Chiron fu eletta Miss Francia presso il Palais des Festivals di Reims all'età di ventidue anni. 